# نخل بيكاري
نخل بيكاري (الاسم العلمي: Beccariophoenix)، جنسٌ من ثلاثة أنواع من الفصيلة النخلية، موطنه الأصلي مدغشقر. يرتبط هذا الجنس ارتباطًا وثيقًا بجنس جوز الهند، ومن الجدير بالذكر أن نخلة بيكاري ألفريدي يشبه في مظهره نخيل جوز الهند. وقد سُمي هذا الجنس على عالم النبات والطبيعة الإيطالي أدواردو بيكاري (1843-1920). كان بيكاري مهتمًا جدًا بأشجار النخيل، وسُمّي الجنس عليه تقديرًا لإسهاماته في هذا المجال.

## الوصف
أشجار النخيل في هذه المجموعة لها جذوع منفردة. لا توجد أعمدة تاجية في هذا الجنس؛ أما الأوراق فهي ريشية، يتراوح طولها بين مترين وخمسة أمتار. يُشتق مصطلح "نخيل النافذة" من وريقات النباتات الأصغر سنًا التي لا تنقسم إلا جزئيًا عن بعضها البعض، حيث تظهر "نوافذ" في الأوراق بين الوريقات. أما العينات الأكبر سنًا فلا تظهر فيها النوافذ، حيث تنقسم الوريقات تمامًا عن بعضها البعض.
إنها مقاومة للبرد إلى حد ما، حتى حوالي -3 درجة مئوية، مما يجعلها متشابهة بشكل جيد مع جوز الهند في المناخات الباردة.

## الأنواع
| الصورة | الاسم العلمي                                                 | الاسم الشائع                  | التوزيع |
| ------ | ------------------------------------------------------------ | ----------------------------- | ------- |
|        | Beccariophoenix alfredii Rakotoarin., Ranariv. & J.Dransf.   | نخلة جوز الهند الهضاب المرتفة | مدغشقر  |
|        | Beccariophoenix madagascariensis Jum. & H.Perrier            | نخلة بيكاري الساحلية          | مدغشقر. |
|        | Beccariophoenix fenestralis J. Dransfield & M. Rakotoarinivo | "نخلة نافذة عملاقة"           | مدغشقر. |

صُنف نخلة "النوافذ" في الأصل بوصفه نويع من B. madagascariensis، لكنه حصل على اسمه الخاص في يونيو عام 2014.